# Colpothrinax
Colpothrinax är ett släkte av enhjärtbladiga växter. Colpothrinax ingår i familjen Arecaceae.
Kladogram enligt Catalogue of Life:
| Colpothrinax | \| \| Colpothrinax aphanopetala \| \| \| \| \| \| Colpothrinax cookii \| \| \| \| \| \| Colpothrinax wrightii \| \| \| \| |
|              | \| \| Colpothrinax aphanopetala \| \| \| \| \| \| Colpothrinax cookii \| \| \| \| \| \| Colpothrinax wrightii \| \| \| \| |
|              | Colpothrinax aphanopetala                                                                                                 |
|              | |
|              | Colpothrinax cookii |
|              | |
|              | Colpothrinax wrightii |
|              | |